# Фермата (Тенеси)
Фермата е интернационална общност в окръг Луис, Тенеси, САЩ. Намира се в близост до градчето Съмъртаун. Основана е през 1971 година от Стивън Гаскин и още 320 хипита от Сан Франциско на принципите за ненасилие и уважение към земята.
Фермата е добре известна сред хипитата по света и членовете на други подобни субкултури, включително вегетарианците. В годините на разцвет в нея живеят между 1200 и 1600 души, но различни фактори през годините карат много хора да напуснат. Днес тя наброява около 175 жители. На територията на фермата се намира и училище с около 30 ученици от първи до 12-и клас.